# Chronique sociale
 (août 2023).
La mise en forme du texte ne suit pas les recommandations de Wikipédia : il faut le « wikifier ».
Les points d'amélioration suivants sont les cas les plus fréquents. Le détail des points à revoir est peut-être précisé sur la page de discussion.
- Les titres sont pré-formatés par le logiciel. Ils ne sont ni en capitales, ni en gras.
- Le texte ne doit pas être écrit en capitales (les noms de famille non plus), ni en gras, ni en italique, ni en « petit »…
- Le gras n'est utilisé que pour surligner le titre de l'article dans l'introduction, une seule fois.
- L'italique est rarement utilisé : mots en langue étrangère, titres d'œuvres, noms de bateaux, etc.
- Les citations ne sont pas en italique mais en corps de texte normal. Elles sont entourées par des guillemets français : « et ».
- Les listes à puces sont à éviter, des paragraphes rédigés étant largement préférés. Les tableaux sont à réserver à la présentation de données structurées (résultats, etc.).
- Les appels de note de bas de page (petits chiffres en exposant, introduits par l'outil «  Source ») sont à placer entre la fin de phrase et le point final[comme ça].
- Les liens internes (vers d'autres articles de Wikipédia) sont à choisir avec parcimonie. Créez des liens vers des articles approfondissant le sujet. Les termes génériques sans rapport avec le sujet sont à éviter, ainsi que les répétitions de liens vers un même terme.
- Les liens externes sont à placer uniquement dans une section « Liens externes », à la fin de l'article. Ces liens sont à choisir avec parcimonie suivant les règles définies. Si un lien sert de source à l'article, son insertion dans le texte est à faire par les notes de bas de page.
- La présentation des références doit suivre les conventions bibliographiques. Il est recommandé d'utiliser les modèles {{Ouvrage}}, {{Chapitre}}, {{Article}}, {{Lien web}} et/ou {{Bibliographie}}. Le mode d'édition visuel peut mettre en forme automatiquement les références.
- Insérer une infobox (cadre d'informations à droite) n'est pas obligatoire pour parachever la mise en page.

Pour une aide détaillée, merci de consulter Aide:Wikification.
Si vous pensez que ces points ont été résolus, vous pouvez retirer ce bandeau et améliorer la mise en forme d'un autre article.
 (janvier 2021).
La Chronique sociale est une maison d'édition de sciences humaines et un centre de formation créé en 1892 par Marius Gonin et Victor Berne.
Fondée à Lyon en 1892, Chronique sociale s'est préoccupée dès ses origines de sensibiliser aux évolutions de la société et de suggérer une organisation de la vie collective, plus solidaire et plus respectueuse des personnes.

## Qu'est ce que la Chronique sociale?

### Bref historique
Fondée à Lyon en 1892, elle est à la fois un organisme de formation, un lieu d'échange, de confrontation, de recherche, et une maison d'édition.
Ces trois secteurs d'intervention s'avèrent d'ailleurs complémentaires : pas d'édition sans formation, ni de formation sans recherche. Juridiquement, la Chronique est, à la fois, une association régie par la loi de juillet 1901 et dirigée par un conseil d'administration (créé en 1967) pour ses activités de formation et de recherche, et une Société anonyme à responsabilité limitée (SARL créée en 1920) pour l'activité édition.
Les deux structures sont liées juridiquement et travaillent en synergie au quotidien pour mettre en œuvre le même projet.
Historiquement, la Chronique sociale s'est préoccupée, dès ses origines, de sensibiliser le grand public aux évolutions de la société en suggérant une organisation de la vie collective plus solidaire et plus respectueuse des personnes.
Sa spécificité - et son originalité - consistent à privilégier la culture de proximité et l'échange d'informations en faisant appel à celles et ceux qui ont enrichi un savoir théorique initial par un savoir-faire de terrain ou l'inverse.
Elle s'adresse, en retour, à tous les acteurs d'humanité soucieux de mieux comprendre le monde en vue de le servir mieux, depuis leur propre épanouissement jusqu'à leur action au sein des organisations et au sein de la société.

### La formation et la recherche
La recherche et la formation donnent ainsi la parole aux détenteurs d'une pratique professionnelle ou sociale jugée novatrice et mise au service de cinq objectifs :
- l'épanouissement personnel,
- la promotion collective,
- l'élaboration d'outils d'analyse,
- l'expérimentation de pratiques innovantes,
- la réflexion et la confrontation sur les problèmes de société et pour une société plus solidaire.

### L'édition
L'édition, dont le rayonnement s'étend bien au-delà des frontières, contribue à mettre en œuvre ces orientations en publiant des ouvrages et des jeux pédagogiques répartis dans cinq collections :
- Comprendre les personnes,
- Comprendre la société,
- Pédagogie et Formation,
- Savoir penser,
- Savoir communiquer.

## Historique

### Fondation de la Chronique sociale: Dans l'esprit du catholicisme social (1892-1937)

#### Un courant social au sein de l'Église catholique
La Chronique sociale de France est fondée le 20 novembre 1892 par Marius Gonin et Victor Berne. D'emblée, les deux hommes se donnent pour mission de diffuser la doctrine définie par l'encyclique Rerum novarum, promulguée en mai 1891 par le pape Léon XIII. Relative à la condition des ouvriers, c'est une véritable charte sociale du catholicisme, qui inquiète toutefois les milieux patronaux les plus conservateurs. Elle condamne en effet l'individualisme bourgeois et conteste le libéralisme économique. "Nous sommes sociaux parce que nous sommes catholiques", déclare Henri Bazire, président de l'Action catholique de la jeunesse française (ACJF) en évoquant les valeurs évangéliques.

#### Une organisation au service d'une priorité: la formation
L'implantation des Cercles d'études constitue, à l'époque, une innovation. Joseph Folliet rapporte ainsi cette réflexion d'un notable : "Que des hommes intelligents et cultivés comme vous se rassemblent pour discuter des questions sociales, passe encore. Mais des gens du peuple, des adolescents, des ouvriers ! À quoi sert de leur déranger la cervelle et de leur ôter l'humilité indispensable ?" Merci de cette indignation révélatrice qui situe le combat des fondateurs dans son contexte culturel.
Ces Cercles d'études ont évidemment pour but de mettre en débat les notions économiques et juridiques que les animateurs ont besoin de s'approprier : "On ne naît pas citoyen, on le devient par l'étude et la réflexion", proclame un manuel fédéral en 1904.
Les premiers apparaissent à Bellecour en 1894, puis aux Brotteaux, à Saint-Jean, à la Croix-Rousse. Deux ans plus tard, ils sont réunis au sein de la Fédération des groupes d'études du sud-est, couvrant le Rhône, la Loire, l'Isère, la Saône-et-Loire, le Jura et les Bouches-du-Rhône. En 1901, elle regroupe 65 Cercles réunissant 2 360 adhérents. C'est ainsi que la Chronique a permis à de futures élites d'opérer une prise de conscience, de s'affirmer, de jouer un rôle social.

#### L'université d'été, une idée qui irait loin
Avec Adéodat Boissard, professeur de droit en législation ouvrière aux facultés catholiques de Lille puis de Paris, et Henri Lorin, polytechnicien, formé à l'œuvre des Cercles d'études d'Albert de Mun, Marius Gonin fonde ensuite, les Semaines sociales : "Il m'est venu une idée. On parle beaucoup de problèmes sociaux sans bien les connaître. Nous avons des amis compétents. Si nous nous réunissions autour d'eux pendant les vacances ?"
La Chronique invente ainsi le concept d'université d'été. Pourquoi ces Semaines ont-elles rencontré, un succès manifeste ? Parce qu'elles s'intéressent aux problèmes du moment et dispensent une information à la fois théorique et pratique : Le contrat de travail à Bordeaux en 1909, Le rôle économique de l'État à Strasbourg en 1922, La femme dans la société à Nancy en 1927, Le désordre dans l'économie internationale et la pensée chrétienne à Lille en 1932... L'expérience s'étend rapidement en Europe, en Afrique du Nord, au Canada, en Amérique Latine.
Pour assurer la formation des animateurs et des militants catholiques, le directeur de la Chronique crée enfin le Secrétariat social dès 1895. Il comprend déjà quatre services : documentation, bibliothèque, dossiers de travail, conférences ; mais il atteindra sa maturité en 1914 lorsqu'à cette organisation fondée sur des moyens sera substituée une organisation orientée vers des objectifs. Trois grandes directions mettent ainsi l'information au service de trois missions : les institutions sociales urbaines, les institutions sociales rurales, l'enseignement et la propagande. De 1921 à 1930, se créent successivement douze Secrétariats sociaux régionaux, bientôt fédérés en Union nationale des secrétariats sociaux.

#### Maintenant éditeur
C'est alors qu'est mise en place une véritable activité d'édition. Est d'abord poursuivie la publication des comptes rendus des Groupes d'études et des Semaines sociales : Principes et action du catholicisme social, en 1920, après les semaines de Metz l'année précédente, La crise de la production et la sociologie économique, en 1920, Les conflits de civilisation en 1936. Suivront bientôt des cours, des brochures, les premiers livres d'auteur. Si le dossier reste l'outil par excellence de l'animateur – renouvelé, adapté, toujours ouvert –, seul le livre permettra à l'institution de donner vie à sa devise : De l'initiation à la synthèse.

### Dans un esprit d'ouverture (1937-1987)

#### Des dirigeants engagés
À Marius Gonin succède Joseph Folliet qui dirigera la Chronique durant presque un quart de siècle, de 1937 à 1964, mais restera présent dans la maison jusqu'à sa mort en 1972. C'est une seconde personnalité d'exception qui marque profondément l'institution et poursuit l'œuvre entreprise, fidèle à la double référence chrétienne et sociale.
Depuis 1923, il milite à la Fédération des groupes d'études du Sud-Est, où il rencontre Marius Gonin, puis adhère à la Jeune République et rejoint la Jeunesse syndicale chrétienne. Comme son prédécesseur, il s'affirme d'abord en qualité de journaliste, et de haut niveau, bientôt connu pour son aptitude à l'innovation. Il fait l'apprentissage du métier en qualité de secrétaire général de la revue Sept, dite "rouge chrétienne", et secrétaire de rédaction de Temps présent, un magazine d'information religieux et réformiste. Il participe surtout à la fondation de Témoignage chrétien, en 1944, puis de La Vie catholique illustrée, l'année suivante, dont il fut longtemps le codirecteur avec Georges Hourdin.

#### Lutte contre le fascisme
Mobilisé, fait prisonnier, Joseph Folliet revient à Lyon en 1942 et se donne tout entier à l'animation de la Chronique. Il est notamment le secrétaire général des Semaines sociales qu'il personnifie par la qualité de ses leçons et la pertinence du choix des thèmes traités : Transformations sociales et libération de la personne, à Toulouse en 1945, La communauté nationale, à Strasbourg en 1946, Le monde rural dans l'économie moderne, à Nantes en 1950... Avant la guerre, la Chronique avait participé à la résistance au franquisme et au nazisme, souvent en rupture avec l'opinion publique. De la stérilisation des handicapés à l'incarcération des opposants, elle avait clairement dénoncé la « terreur totalitaire » et réfuté la prétendue supériorité de la race aryenne.

#### Ouverture à d'autres croyants
La Chronique vient évidemment en aide aux Juifs. Elle diffuse aussi les déclarations d'évêques français sur les persécutions antisémites et les protestations d'évêques européens, voire de Radio Vatican, sur les "personnes déplacées" et la déportation de masse. C'est ainsi que naissent les Amitiés judéo-chrétiennes qui amenèrent nombre de chrétiens à poser un autre regard sur le monde juif et la religion israélite.
C'est à cette époque d'entraide, face à un ennemi commun, que s'amorce l'évolution de la Chronique vers une attitude d'ouverture à d'autres croyances. Alors que la Gestapo lyonnaise s'était installée non loin d'elle, elle avait poursuivi sa tâche d'information dans la clandestinité. Les témoignages sont convaincants : elle procure des adresses, organise des filières et des réseaux, fournit des vivres et des papiers.
Après la Guerre, le Secrétariat social entreprend de venir en aide aux victimes du conflit. Il crée dès 1944 un Service de renseignements juridiques à l'attention des sinistrés, puis, en liaison avec la Croix-Rouge, un Centre d'informations familiales. Il apporte aussi, jusque dans l'après-guerre, une aide concrète aux minorités les plus éprouvées : réfugiés, démobilisés, réfractaires, résistants.

#### Regroupement des forces pour une meilleure justice sociale
Cette double prise de conscience, née, durant la guerre, d'une révolte contre le mépris des valeurs humaines, conduit la Chronique à conjuguer la réconciliation des croyants et l'obtention d'une meilleure justice sociale.
Dans le contexte de la guerre d'Algérie, Joseph Folliet et Claude Bernardin participent à la création, dès 1959, du Comité lyonnais pour le respect des droits de la personne. Il dénoncera les violences militaires, les investigations illégales, les arrestations arbitraires, le recours à la narco-analyse et à la torture.

#### Tournée vers les sciences humaines
Sous l'influence personnelle de Joseph Folliet et en collaboration avec les Facultés catholiques, la Chronique sociale défriche le nouveau domaine des sciences humaines.
Des Groupes d'études prennent pour thèmes : Les régimes politiques ou le rôle du citoyen, La démocratie à la base, Nous, les jeunes, La personne, Marxisme et socialisme, Problèmes posés aux mouvements de jeunesse par la politique de la jeunesse et des conférences : Les leçons du Concile dans la vie des citoyens, Le couple, La contraception, La citoyenneté.
De nouveaux ouvrages sont publiés qui privilégient souvent les préoccupations sociales et sanitaires, d'autant plus que la Chronique participe aux recherches du Groupe lyonnais d'études biologiques, philosophiques et médicales : Initiation aux problèmes familiaux, en 1960, La sécurité sociale et Victoire sur la mort, en 1962, Contrôle ou régulation des naissances, en 1963, Adam et Ève, humanisme et sexualité, en 1966.

### Dans un esprit de responsabilité partagée (1964-1987)

#### Changements de garde
Lorsqu'il met un terme à ses activités à temps plein, en 1964, Joseph Folliet est remplacé à la direction de la Chronique par Gilbert Blardone, son plus proche collaborateur.
Ce dernier a produit ou coproduit des ouvrages de référence déjà cités, dirige la revue Chronique sociale, qui a donné son nom et son renom à l'association, puis À l'écoute du monde - Feuille de route, destinée plus particulièrement aux animateurs. C'est toutefois leur infléchissement jugé culturellement trop ambitieux qui conduit le conseil d'administration à le mettre en minorité en 1972.
Maurice Sadoulet, polytechnicien de formation, fut longtemps président du Secrétariat social. C'est lui qui met en place les Semaines sociales régionales, qui reprennent et diffusent les thèmes de la Semaine sociale nationale. Il prend donc naturellement la responsabilité de l'institution jusqu'en 1974, puis confie la "coordination des activités" à Charles Maccio, déjà chargé de la formation et de l'édition depuis 1973. (Ultérieurement, Maurice Sadoulet, à la demande de l'évêché de Lyon, participera à la création et à l'animation de l'Antenne sociale de Lyon en relation avec les Semaines sociales de France.)

#### Charles Maccio, prolifique artisan de la Chronique
Maçon d'origine, permanent de la JOC, puis de la CFDT Rhône-Alpes, Charles Maccio (1928-2020) anime et transforme la Chronique jusqu'en 1987. Il a publié et publie encore de nombreux ouvrages, souvent les plus lus et vendus. Ceux-ci intéressent d'abord la formation des animateurs : Animation de groupe, en 1972 (qui, dix fois réédité, atteint le tirage record de 55 000 exemplaires), Pratique de l'expression orale, écrite, audiovisuelle, travail personnel, en 1978, Autorité, pouvoir, responsabilité - Du conflit à l'affrontement - La prise de décision, en 1980. Ils témoignent ensuite d'une recherche sur les valeurs morales et sociales : Valeurs pour notre temps, en 1991, Les sciences humaines en mouvement, en 1993, Penser le devenir de la personne, Penser le devenir de l'humanité, en 2004, et De l'individu à la personne en 2005.

#### L'indépendance institutionnelle vis-à-vis de l'Église
L'évolution du syndicalisme chrétien et de nombreuses associations caritatives et humanitaires est marquée, dès 1964, par la création de la CFDT et l'abandon d'une référence chrétienne jugée réductrice. Lorsque, dans cet esprit, Charles Maccio rompt le lien institutionnel unissant la Chronique à l'Église, il incarne une volonté qui cheminait, puis aboutit avec lui. La plupart de ses proches approuvent cette décision.
Charles Maccio poursuit et élargit encore cette demande en faisant de la Chronique sociale un lieu de rencontre et d'expression « de tous les hommes de bonne volonté », afin que croyants et non-croyants puissent travailler ensemble pour les mêmes objectifs.

#### Refonte radicale de l'organisation interne
Parallèlement, et dans l'esprit de mai-juin 68 fondé sur "le partage du pouvoir par la responsabilité", Charles Maccio opère une transformation radicale de l'organisation interne. Il la justifie par sa volonté de transférer le pouvoir "sur ceux qui font un travail, manuel ou intellectuel, bénévole ou salarié" et de rendre le personnel plus responsable des tâches qui lui sont confiées. Il s'en explique d'ailleurs dans plusieurs ouvrages, dont Autorité, "pouvoir", responsabilité.
L'édition privilégie alors les thèmes d'actualité comme l'attestent les ouvrages publiés : La psychologie et ses domaines, de Freud à Lacan, en 1971, Des médecins pour les bien portants - À la recherche d'une politique de la santé, en 1974, Comprendre la sexualité d'aujourd'hui, Freud, Reich, Marcuse, Klein, Lacan, en 1977, Comprendre l'information - Presse-radio-télévision, en 1979, L'inné et l'acquis - Inégalités "naturelles " - Inégalités sociales, en 1981.

### Dans un esprit de fidélité et d'anticipation (1987 à nos jours)

#### Nouvelle direction
Lorsque Charles Maccio, puis Albert Donval se retirent, Pierre Ronzon, alors responsable des stages Jeunes, devient coordinateur des activités, tandis qu'André Soutrenon, sous sa direction et en lien avec Charles Maccio, anime le secteur édition. Remarqué par sa capacité à prendre des initiatives, il assure rapidement son expansion : la production de livres double de volume et la collaboration s'accroît fortement avec les pays francophones.
Au départ de Charles Maccio et de Colette Huissoud, André Soutrenon est nommé directeur-gérant : directeur de l'Association, régie par la loi de juillet 1901 et gérant de la Société anonyme à responsabilité limitée.

#### Public-cible et formation
Tant pour la formation que pour l'édition, la Chronique sociale s'adresse à l'ensemble des salariés, mais aussi aux demandeurs d'emploi, aux responsables d'associations et d'entreprises, aux éducateurs et aux formateurs, aux animateurs bénévoles, aux parents et, plus largement, aux citoyens dits « acteurs d'humanité », quand ils œuvrent pour défendre et promouvoir la personne et la société.
Cinq modalités de formation sont désormais privilégiées :
- des stages d'initiation sont ouverts à tous chaque année, et à des tarifs proportionnels aux revenus ;
- des interventions particulières, sur demande et sur site, sont menées à l'appel d'organismes les plus divers ;
- des conférences, réunissant plusieurs centaines de personnes, visent à informer les responsables et les particuliers des mutations sociales, techniques, économiques et culturelles affectant la société contemporaine, pour mieux comprendre et s'impliquer au service du bien commun ;
- des rencontres-débats sont conçues pour faire émerger des potentialités de changement, tant personnelles que collectives, par l'échange et la confrontation sur des problèmes d'actualité : parentalité, échec scolaire, solidarité entre générations, insertion des minorités, lien social... ;
- des journées d'étude et des colloques, organisés en collaboration avec des institutions et des associations, concrétisent la volonté de renouer avec la tradition ; fondés sur une logique de proximité (le savoir est dans la salle), ils installent une réflexion sur les pratiques et induisent la création de réseaux d'échange : L'exclusion, Gérer le risque alcool au travail, Adolescents, amour, sexualité, La sexualité des personnes handicapées...

#### L'édition et la recherche
En ce qui concerne l'édition, jamais la production n'a été si féconde, passant en quelques années de dix ouvrages par an à plus d'une trentaine, sans compter de nombreuses rééditions. L'édition se renforce et couvre l'ensemble de la francophonie.
Quant à la recherche, elle est le fruit d'une synergie entre les activités de formation et d'édition, soit en amont, en mettant une expérience au service d'un apprentissage ou d'un approfondissement, voire d'une publication, soit en aval, en induisant une action de formation pratique d'une recherche personnelle et théorique initiale.

### Leurs motivations actuelles
Actuellement, la Chronique sociale se donne cinq orientations.
- Autonome et libre, elle reste fidèle à ses valeurs et à son passé, pour que la personne soit plus épanouie et la société plus humaine.
- Malgré les vicissitudes qui mettent fin à tant d'entreprises courageuses et généreuses, elle s'adapte à son temps, s'affirme dans la durée, épanouit ses potentialités.
- Elle conserve une pensée qui lui est propre, nourrie d'une tradition humaniste ; et agit de préférence en partenariat, faisant de l'échange une réciproque source d'enrichissement.
- Si elle exerce, moins qu'autrefois, une action directe sur l'opinion, la Chronique est devenue une institution reconnue des structures existantes.
- Elle s'efforce de contribuer à relever cinq défis jugés majeurs :

1. anticiper les évolutions tenues pour positives ;
2. protéger et dynamiser le vécu intérieur des personnes ;
3. préserver le lien social et venir en aide aux minorités ;
4. promouvoir un développement planétaire équitable et durable ;
5. privilégier le dialogue social, politique et culturel.